# Micrathena fissispina
Micrathena fissispina är en spindelart som först beskrevs av Carl Ludwig Koch 1836.  Micrathena fissispina ingår i släktet Micrathena och familjen hjulspindlar. Inga underarter finns listade i Catalogue of Life.